# Pont del Bullidor de la Llet
Pont del Bullidor de la Llet és una obra de Gisclareny (Berguedà) inclosa a l'Inventari del Patrimoni Arquitectònic de Catalunya.

## Descripció
El pont del Bullidor de la Llet està ubicat sobre el torrent del forat, afluent esquerra del Bastareny (que alhora és afluent dret del Llobregat). És de dimensions no gaire grans, amb el parament completament de pedra i sense baranes. Actualment està tot cobert de vegetació però es pot apreciar que és d'un sol ull, un arc de mig punt adovellat.